# إيفا شيبرد
إيفا شيبرد (بالإنجليزية: Iva Shepard) هي ممثلة أمريكية، ولدت في 23 أبريل 1886 في سينسيناتي في الولايات المتحدة، وتوفيت في 26 يناير 1973 في أركاديا في الولايات المتحدة بسبب مرض.

## وصلات خارجية
- إيفا شيبرد على موقع IMDb (الإنجليزية)
- إيفا شيبرد على موقع أول موفي (الإنجليزية)
- إيفا شيبرد على موقع قاعدة بيانات الفيلم (الإنجليزية)
- إيفا شيبرد على موقع كينوبويسك (الروسية)